# ريتشارد جونز (لاعب شطرنج)
ريتشارد جونز (بالإنجليزية: Richard S. Jones)‏ هو لاعب شطرنج بريطاني، ولد في 29 مارس 1983.

## وصلات خارجية
- ريتشارد إس. جونز على موقع الاتحاد الدولي للشطرنج (الإنجليزية)
- ريتشارد إس. جونز على موقع مباريات الشطرنج (الإنجليزية)
- ريتشارد إس. جونز على موقع 365Chess.com (الإنجليزية)
- ريتشارد إس. جونز على موقع Chesstempo.com (الإنجليزية)
- ريتشارد إس. جونز سجل أولمبياد الشطرنج على موقع OlimpBase.org (الإنجليزية)